# Pascal Bourdiaux
Pour les articles homonymes, voir Bourdiaux (homonymie).
Pascal Bourdiaux est un réalisateur français.

## Filmographie

### En tant que réalisateur

#### Cinéma
- 2010 : Le Mac
- 2014 : Fiston
- 2017 : Mes trésors
- 2017 : Boule et Bill 2
- 2020 : Les Blagues de Toto
- 2023 : Les Blagues de Toto 2 : Classe verte

#### Télévision
- 1999 : Un gars, une fille (shortcom, 5 saisons, 485 épisodes)
- 2008 : Que du bonheur ! (shortcom, 1 saison, 125 épisodes)
- 2008 : Off Prime, Saison 2 (12 épisodes co-réalisés avec Simon Astier (sur M6)

#### Clip
- 1997 : J'ai pas de face, d'Akhenaton
- 1998 : Majorettes, d'Alain Chamfort
- 1998 : Ton homme de paille, d'Eddy Mitchell
- 1998 : J'fais mon job a plein, de Busta Flex

### En tant que scénariste
- 2012 : Stars 80